# Strage di Peteano

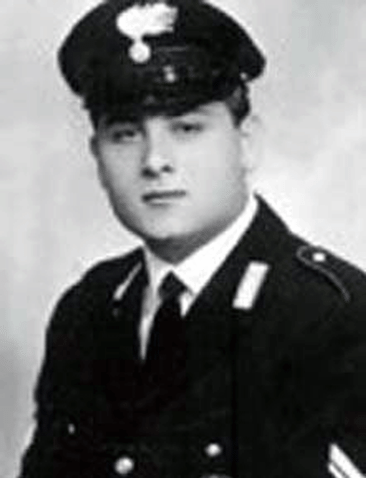
Il brigadiere Antonio Ferraro

La strage di Peteano è un atto terroristico di matrice politica di estrema destra commesso il 31 maggio 1972 in località Peteano, una frazione di Sagrado (Gorizia) che provocò la morte di tre carabinieri (il brigadiere Antonio Ferraro, di 31 anni, i carabinieri Donato Poveromo, di 33 anni e Franco Dongiovanni, di 23 anni) e il ferimento di altri due (il tenente Angelo Tagliari e il brigadiere Giuseppe Zazzaro).
I cinque militari vennero attirati a controllare un'automobile sospetta che si rivelò essere un'autobomba che esplose quando si tentò di aprire lo sportello a cui il suo innesco era collegato.
I responsabili dell'attentato furono Vincenzo Vinciguerra (reo confesso), Carlo Cicuttini e Ivano Boccaccio, aderenti al gruppo eversivo neofascista Ordine Nuovo; finirono sotto inchiesta anche esponenti delle forze armate e delle forze dell'ordine per i tentativi di depistaggio dell'indagine tramite apertura di filoni d'inchiesta, poi rivelatisi inconsistenti, nei confronti di organizzazioni e gruppi di sinistra ed estrema sinistra. Lo stesso segretario del Movimento Sociale, Giorgio Almirante, fu accusato di aver favorito la fuga e la latitanza in Spagna di uno dei responsabili dell'attentato, Carlo Cicuttini, che fu condannato all'ergastolo in contumacia. Cicuttini iniziò a scontare la pena nel 1998, ma per motivi di salute fu scarcerato e morì nel 2010, mentre Vinciguerra sconta l'ergastolo.
Durante il governo Renzi in base ad una direttiva del Presidente del Consiglio datata 22 aprile 2014, tutti i fascicoli relativi a questa strage non sono più coperti dal segreto di Stato e sono perciò liberamente consultabili da tutti.

## Il contesto storico
Il periodo in cui si svolse questo fatto di sangue si collocava in un preciso e delicato contesto storico-politico: il 7 maggio 1972 si erano svolte le elezioni politiche anticipate, che avevano assegnato la guida del paese a un nuovo esecutivo presieduto da Giulio Andreotti, mentre il 17 maggio si era verificato l'omicidio Calabresi. Il dibattito politico era ancora turbolento, ed era accompagnato da temuti tentativi di colpo di Stato, in quella che fu definita strategia della tensione. Diversi, prima di quello di Peteano, furono gli attentati terroristici e le stragi di matrice fascista, in concomitanza alle tensioni legate ai gruppi della sinistra extraparlamentare che avevano intrapreso la lotta armata, v'era un clima di tensione e preoccupazione all'interno dei partiti politici e del governo, un primo passo verso quella che è stata in seguito definita «teoria degli opposti estremismi».

## Cronologia dei fatti
La notte del 31 maggio, alle ore 22:35, una telefonata anonima giunse al centralino del pronto intervento della Stazione dei Carabinieri di Gorizia: a riceverla e a registrarla fu il centralinista di turno Domenico La Malfa. Il testo della comunicazione in lingua dialettale è il seguente:

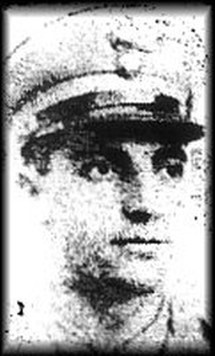
Il carabiniere Donato Poveromo

Sul posto segnalato giunsero tre gazzelle dei carabinieri, che rinvennero la Fiat 500 bianca con i due buchi sul parabrezza, così come aveva comunicato in dialetto l'anonimo informatore. La prima pattuglia che viene inviata è quella dei carabinieri di Gradisca, con l'appuntato Mango e il carabiniere Dongiovanni. Dieci minuti dopo i due sono sul posto e trovano la Cinquecento targata GO 45902. È visibile in un viottolo di terra battuta, subito dopo una curva, al chilometro 5. Mango decide di chiamare il suo ufficiale, il tenente Tagliari, che parte anche lui accompagnato dal brigadiere Antonio Ferraro e dal carabiniere Donato Poveromo e arrivano sul posto con una seconda gazzella alle 23:05, poi raggiunta da una terza pattuglia da Gorizia.
I carabinieri Antonio Ferraro, Donato Poveromo e Franco Dongiovanni tentarono di aprire il cofano del mezzo, provocando l'esplosione dell'auto e rimanendo uccisi, mentre gli altri due rimasero gravemente feriti.

## Le indagini

### Le prime indagini
A dirigere le indagini sulla vicenda venne posto il colonnello Dino Mingarelli, vecchio braccio destro del generale Giovanni de Lorenzo. Mingarelli diresse subito la sua inchiesta verso gli ambienti di Lotta Continua di Trento, ma le indagini non ottennero gli esiti previsti: dalla magistratura milanese giunse l'informazione secondo cui l'attentato sarebbe stato attuato da un gruppo terrorista neofascista, di cui fece parte anche Ivano Boccaccio, militante ucciso in un tentato dirottamento di un aereo all'aeroporto di Ronchi dei Legionari nell'ottobre successivo eseguito con lo scopo di chiedere la liberazione del terrorista Franco Freda.

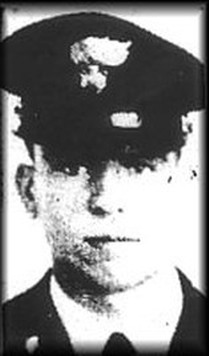
Il carabiniere Franco Dongiovanni

L'informazione era stata data da Giovanni Ventura, nel frattempo arrestato per la strage di piazza Fontana: il colonnello tuttavia scartò l'indicazione milanese, in quanto un ordine del SID lo invitò a sospendere le indagini sul gruppo terrorista di estrema destra. Il colonnello, con il suo «braccio destro» capitano Antonino Chirico, rivolse le attenzioni investigative verso sei giovani, conducendoli a processo: secondo il Mingarelli essi si sarebbero vendicati di alcuni sgarbi subiti dai carabinieri.
Il movente proposto non convinse i giudici, che assolsero i sei giovani, i quali, una volta liberi, denunciarono Mingarelli per le false accuse, dando inizio a una nuova inchiesta contro ufficiali dei carabinieri e magistrati per aver deviato le indagini. L'istruttoria della strage, intanto, si era indirizzata verso gli ambienti neofascisti.

### Le nuove indagini
In seguito alle nuove indagini sulla Strage di Peteano condotte dal giudice istruttore veneziano Felice Casson (dalle quali prese il via anche quella su Gladio), il terrorista neofascista Vincenzo Vinciguerra – reo confesso per la strage – rivelò nel 1984 come il segretario del MSI Giorgio Almirante avesse fatto pervenire la somma di 35 000 dollari a Carlo Cicuttini, dirigente del MSI friulano e coautore della strage, affinché modificasse la sua voce durante la sua latitanza in Spagna mediante un apposito intervento alle corde vocali: tale intervento si rendeva necessario poiché Cicuttini, oltre ad aver collocato materialmente la bomba assieme a Vinciguerra, si era reso autore della telefonata che aveva attirato in trappola i carabinieri e la sua voce era stata identificata mediante successivo confronto con la registrazione di un comizio del MSI da lui tenuto.
Nel giugno del 1986, a seguito dell'emersione dei documenti che provavano il passaggio del denaro tramite una banca di Lugano, il Banco di Bilbao e il Banco Atlantico, Giorgio Almirante e l'avvocato goriziano Eno Pascoli vennero rinviati a giudizio per il reato di favoreggiamento aggravato verso i due terroristi neofascisti.
Furono rinviate a giudizio 18 persone, tra militanti di destra e ufficiali dei carabinieri, mentre il magistrato triestino Bruno Pascoli morì durante il processo. In base a successivi riscontri, Casson portò avanti la tesi giudiziaria secondo la quale l’esplosivo utilizzato per la strage sarebbe stato prelevato dal Nasco di Aurisina, ossia un deposito di armi clandestino distante pochi chilometri da Peteano, che si scoprì appartenere a Gladio; tesi non condivisa dal giudice Guido Salvini (titolare delle nuove indagini sulla strage di Piazza Fontana), secondo il quale non vi erano prove certe che l’esplosivo utilizzato a Peteano provenisse dal Nasco di Aurisina.

## Il processo e le condanne
Vinciguerra e Cicuttini vennero condannati all'ergastolo; altri militanti locali sono stati condannati a pene tra i 4 e i 6 anni (Gaetano Vinciguerra, Giancarlo Flaugnacco e Cesare Benito Turco). Eno Pascoli è stato condannato a 3 anni e 9 mesi, la moglie Liliana De Giovanni a 11 mesi, mentre Almirante usufruì dell'amnistia prima dell'inizio del processo. Gli ufficiali ritenuti colpevoli di depistaggio (Antonio Chirico, Dino Mingarelli, Giuseppe Napoli e Michele Santoro) furono condannati a pene comprese tra i 3 e i 10 anni e 6 mesi.
La sentenza d'appello confermò solo l'ergastolo di Carlo Cicuttini (Vinciguerra non aveva fatto ricorso) assolvendo tutti gli altri imputati ma la Cassazione, presieduta da Corrado Carnevale, annullò con rinvio le assoluzioni di Chirico, Mingarelli e Napoli, confermando invece le altre decisioni.
Nel nuovo processo fu accertato il depistaggio dei tre ufficiali, condannati a 3 anni e 1 mese (Giuseppe Napoli) e a 3 anni e 10 mesi (Antonio Chirico e Dino Mingarelli), condanne diventate definitive nel 1992.
Nell'ultima inchiesta è stato accertato anche il depistaggio compiuto dal perito balistico Marco Morin (un tempo consulente di fiducia della Procura della Repubblica di Venezia) e da altri tre Ufficiali dei Carabinieri, i colonnelli Manlio Del Gaudio, Renzo Monico e Manlio Rocco (questi ultimi due in forza al SISMI), accusati di peculato e falsa testimonianza.
Cicuttini, fuggito in Spagna, venne catturato a ventisei anni dalla strage, nell'aprile del 1998, quando fu vittima egli stesso di una trappola: la procura di Venezia gli fece offrire un lavoro a Tolosa dove, recatosi convinto di intraprendere le trattative contrattuali, venne arrestato dalla polizia ed estradato dalla Francia in Italia dove morì nel 2010 a causa di un male incurabile. Attualmente Vincenzo Vinciguerra sta scontando una condanna all'ergastolo in qualità di reo confesso della strage.